# داني جيرارد
داني جيرارد (بالإنجليزية: Danny Gerard)‏ هو مغني وموسيقي أمريكي، ولد في 29 مايو 1977 في ماونت فيرنون في الولايات المتحدة.

## وصلات خارجية
- داني جيرارد على موقع IMDb (الإنجليزية)
- داني جيرارد على موقع قاعدة بيانات برودواي على الإنترنت (الإنجليزية)
- داني جيرارد على موقع قاعدة بيانات الفيلم (الإنجليزية)